# Thoralf Knobloch
Thoralf Knobloch (* 1962 in Bautzen) ist ein zeitgenössischer deutscher Maler. 

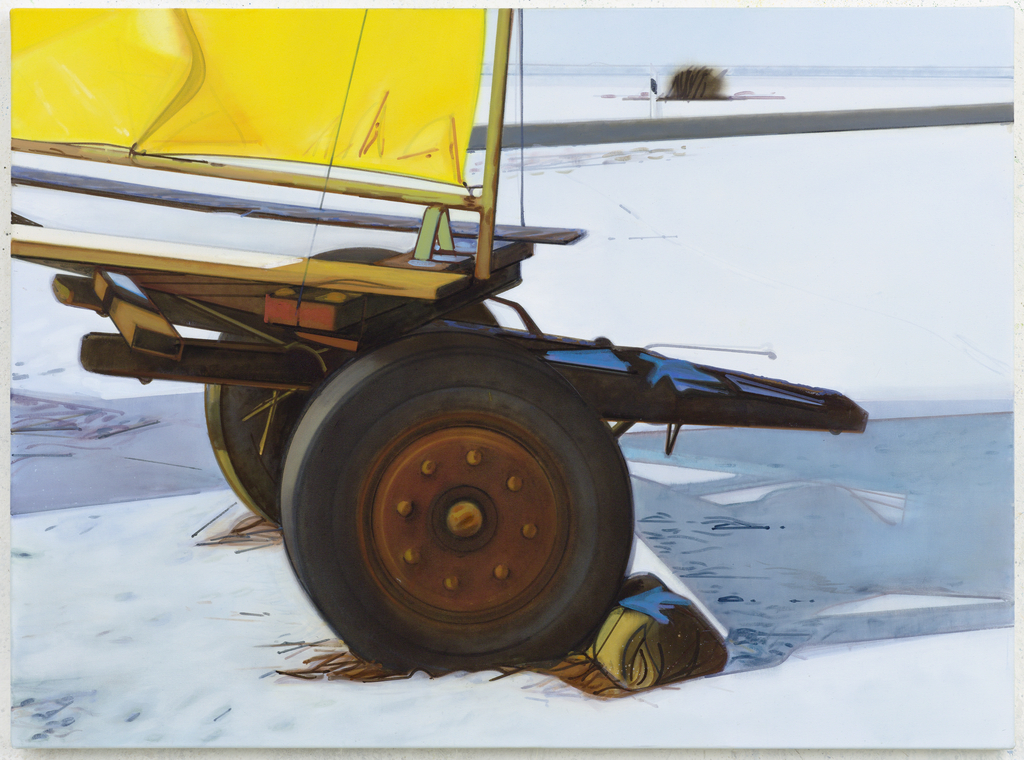
Thoralf Knobloch Fahrgestell

Im Jahr 1988 nahm er das Studium der Malerei an der Hochschule für Bildende Künste in Dresden auf, das er im Jahr 1994 unter Ralf Kerbach mit Diplom abschloss. Er lebt und arbeitet in Berlin.
Knoblochs Werke befinden sich unter anderem in den Beständen der Galerie Neue Meister der Staatlichen Kunstsammlungen Dresden im Albertinum.

## Werk

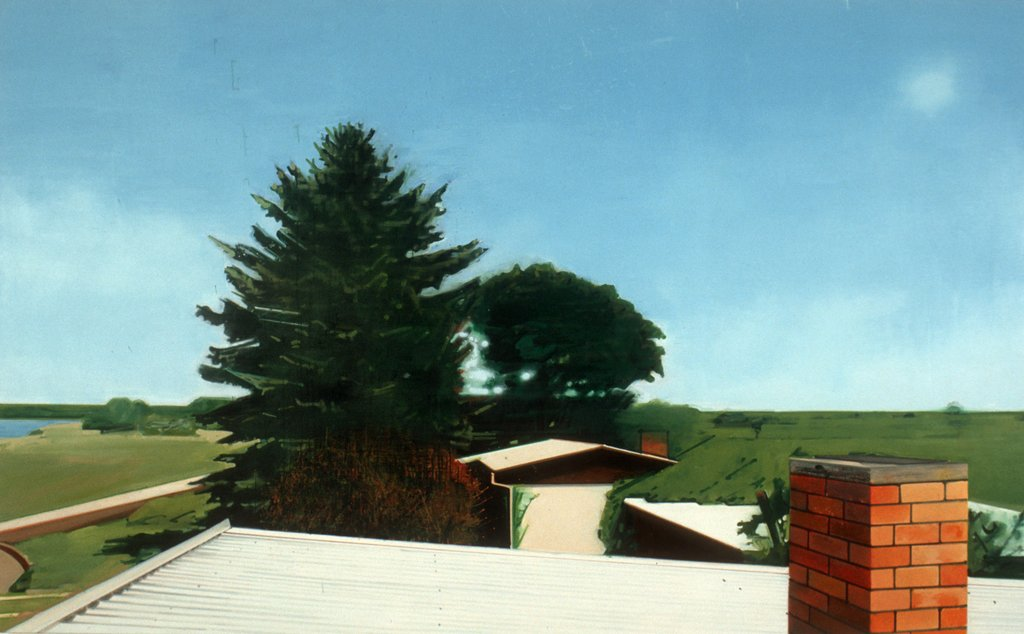
Thoralf Knobloch Uferweg Süd

Thoralf Knobloch arbeitet meistens mit alltäglichen Motiven - Gegenständen, Räumen oder Szenen aus der unmittelbaren, vertrauten Umgebungen. Ob einzelne Objekte oder Landschaftsansichten, „immer sind es Nebenschauplätze und Bruchstücke, eng begrenzte, individuell gesehene Ausschnitte der sichtbaren Welt“.
Die Bildkomposition funktioniert nach dem Prinzip des Ausschnittes. Mit großer Konzentration aufs Detail präsentiert die Künstler Fragmente als stillgelegte Momentaufnahmen. „Der Pinsel des Malers hat die Macht, optische und erzählerische Störelemete in die Verbannung außerhalb des Leinwandgevierts zu schicken“.
Seine stark fokussierten Darstellungen wirken fern und nah zugleich. Die Distanzierung ist für den Maler ein Mittel zur Beobachtung. Es herrscht eine gewisse Sehnsucht, aber auch Interesse für die Vielfalt der Ding- und Außenwelt.

Der strenge, auf den ersten Blick rein fotorealistische Malstil wird oft durch abstrakte, scheinbar willkürliche Details ergänzt. Deswegen gewinnen die Bilder hin und wieder an surrealistischen Zügen. Die Konzentration auf ein Objekt veranlasst Knobloch dazu, die ausgewählten Motive in Serien zu untersuchen. Dabei wird die Blickrichtung minimal verschoben, oder es wird von einer Gesamt- zur Nahaufnahme gewechselt. So entstehen malerische Studien von Objekten und ihren Erscheinungsformen.

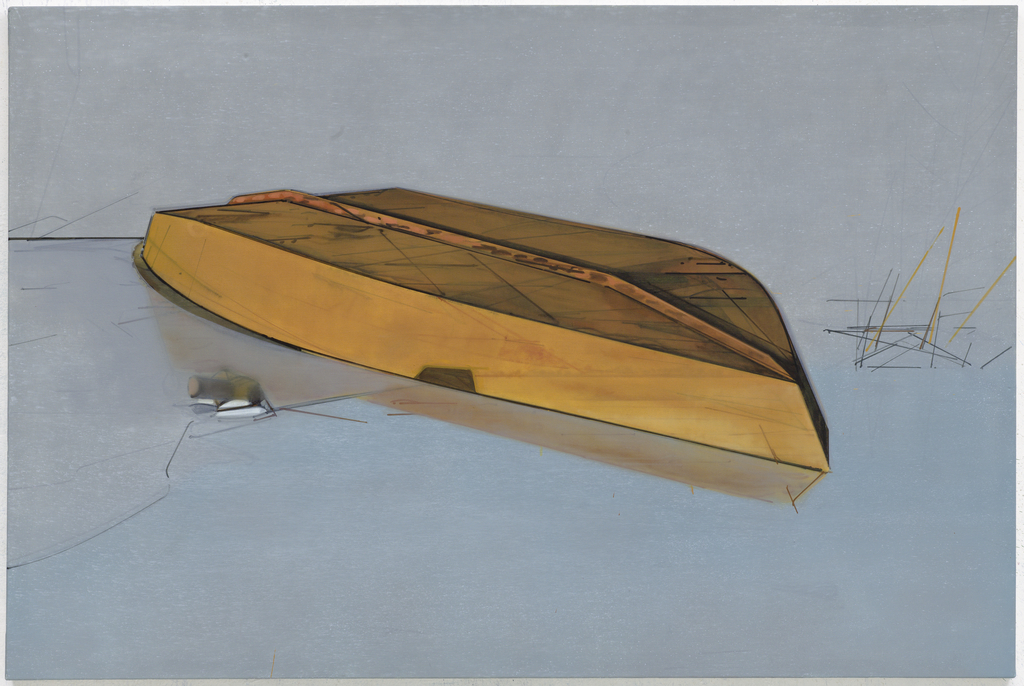
Thoralf Knobloch Boot im Eis

Thoralf Knoblochs Bilder evozieren eine innerliche Verlangsamung der Wahrnehmung. Der Maler kehrt immer wieder an vertraute Orte zurück, nimmt bekannte Objekte erneut auf. Knoblochs Malereien sind vor allem observativ. Sie zeigen alles und lassen vieles offen. Sie bewegen zur Reflexion und lösen Assoziationen aus.
Knobloch eröffnet die ästhetische Seite der Objekte und Orte, die im gängigen Sinne ästhetisch nicht bemerkenswert sind. Seine Bilder sind „Plädoyer für Langsamkeit und Konzentration, für die Vertiefung und Erweiterung des alltäglichen Blicks durch Innehalten und natürlich für die Möglichkeiten der Malerei, den banalen Gegenstand durch ästhetische Qualität aus ihrem banalen Zusammenhang zu reißen“.

## Einzelausstellungen
- 2019: Jägerschenke, Galerie Hartwich, Sellin
- 2018: Stichprobe, Galerie Gebr. Lehmann, Dresden
- 2017: Uferweg Nord, GAA Gallery, Wellfleet, USA
- 2015: Paintings, GAA Gallery, Wellfleet, USA
- 2013: Hinterland, Städtische Galerie Dresden – Kunstsammlung
- 2012: Thoralf Knobloch: 2012, James Flach Galleri, Stockholm
- 2012: Im Abseits, Kunstmuseum Dieselkraftwerk Cottbus
- 2011: Wegkreuz, Wilkinson Gallery, London
- 2010: Hold the Fort, Galerie Gebr. Lehmann, Dresden
- 2010: Thoralf Knobloch (mit Irene Hofmann), Kunstverein, Bautzen
- 2009: Thoralf Knobloch, Tony Shafrazi Gallery, NY
- 2009: Essen, Trinken, Angeln, Galerie Gebr. Lehmann, Berlin
- 2008: Von Wirklichkeit und Wahrheit, Sparkasse Essen, Essen
- 2007: Thoralf Knobloch, Anthony Wilkinson Gallery, London
- 2005: regional & saisonal, Galerie Gebr. Lehmann, Dresden
- 2004: Zweifel und Ruhe, Anthony Wilkinson Gallery, London
- 2003: Landpartie und Kuckucksruf, Galerie Michael Neff, Frankfurt/Main
- 2003: Petit Côte, Vattenfall Europe, Berlin
- 2002: Streif- & Jagdzüge, Galerie Gebr. Lehmann, Dresden

## Gruppenausstellungen
- 2019: POINT OF NO RETURN, MdbK. Museum der bildenden Künste, Leipzig
- 2019: Bilderberg_89_Bilderflut, Städtische Galerie AdA, Meiningen
- 2018: AGAINST FORGETTING II, GAA Gallery, Wellfleet, USA
- 2018: Against Forgetting I, GAA Gallery, Provincetown, MA, USA
- 2018: Concurrent Realities, GAA Gallery, Provincetown, MA
- 2017: Freimütig, Galerie Gebr. Lehmann, Dresden
- 2016: Made in Germany: Contemporary Art from the Rubell Family Collection, McNay Art Museum, San Antonio, Texas
- 2016: Thoralf Knobloch, Jan Muche, Klaus Walther, Galerie Hartwich, Sellin
- 2015: Collateral Drawing 3, Rosalux, Berlin
- 2014: Architekt, Busdriver, Zwei Brücken - 20 Jahre Gesellschaft für moderne Kunst in Dresden, Lipsiusbau, Dresden
- 2013: 25, Galerie Gebr. Lehmann, Berlin
- 2013: Dächer & Dachlandschaften, Museum Kitzbühel, Kitzbühel
- 2012: Kalte Rinden–seltene Erden. Landschaft in der Gegenwartskunst, Märkisches Museum Witten, Witten
- 2012: geteilt / ungeteilt. Kunst in Deutschland von 1945 – 2010, Staatliche Kunstsammlungen, Galerie Neue Meister, Dresden
- 2010: Das versprochene Land, Staatliche Kunstsammlungen, Albertinum, Dresden
- 2010: Koordinatensystem Kunst, Neuer Sächsischer Kunstverein, Dresden
- 2010: Verschaukelt! Eine Kulturgeschichte, Altonaer Museum, Hamburg
- 2009: Defiance & Melancholy. German Painting, City Art Museum Helsinki
- 2008: Living Landscapes. A Journey through German Art, National Art Museum, Beijin
- 2007: Neueröffnung – Teil 2, Autocenter, Berlin
- 2005: Das Schillern, Goethe-Institut, Rotterdam